# Los Trapiches
Los Trapiches är en ort i Mexiko.   Den ligger i kommunen Misantla och delstaten Veracruz, i den sydöstra delen av landet, 240 km öster om huvudstaden Mexico City. Los Trapiches ligger 552 meter över havet och antalet invånare är 438.
Terrängen runt Los Trapiches är kuperad åt nordväst, men åt sydost är den bergig. Runt Los Trapiches är det ganska tätbefolkat, med 111 invånare per kvadratkilometer. Närmaste större samhälle är Misantla, 10,0 km norr om Los Trapiches. I omgivningarna runt Los Trapiches växer i huvudsak städsegrön lövskog.